# Nicolas Hubignon
Pour les articles homonymes, voir Nicolas Hubignon (homonymie).
Nicolas Hubignon est un maître écrivain de la ville de Châlons-en-Champagne dans les années 1620-1640.

## Biographie
Comme souvent à cette époque, il était aussi arithméticien (soit pour l'enseignement, soit pour la comptabilité).

## Œuvres
Parmi ses œuvres publiées, on trouve :
- Règles et enseignements de la bienséance... s.l.n.d. [Châlons : ca 1620].
- Règles de tenue et d'écriture. s.l.n.d. [Châlons : ca 1620].
- La Manière de composer et dicter toutes sortes de Lettres Missives. s.l. [Châlons] : 1641.
- Petit abrégé de plusieurs règles et questions d'arithmétique de l'invention de N. Hubignon. s.l.n.d.
- Direction pour la jeunesse, par N. Hubignon. Chaalons, H. Seneuze, 1641. In-8°.

## Sources
Base SUDOC, identifiant pérenne de la notice : 